# Grupo Antipartido

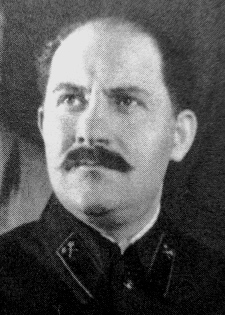
Lazar Kaganovich

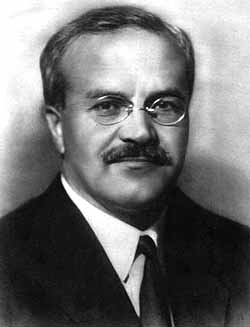
Vyacheslav Molotov

Georgi Malenkov

O chamado Grupo AntiPartido foi uma facção da liderança do Partido Comunista da União Soviética, que em maio e junho de 1957, tentou sem sucesso derrubar Nikita Khrushchev do cargo de Primeiro Secretário. Seu nome provêm do epíteto usado por Khrushchev para se referir aos seus membros, entre os quais Georgi Malenkov, Vyacheslav Molotov e Lazar Kaganovich. A liberalização e a "desestalinização" liderada pelo secretário-geral, assim como a denúncia do culto à personalidade de Stalin e seus crimes, foi rejeitado pela ala dura do partido. Alguns historiadores descreveram essa tentativa de tomada de poder como um golpe.

## Tentativa de derrubada
Os líderes do grupo - Malenkov, Molotov e Lazar Kaganovich - juntaram-se no último minuto ao chanceler Dmitri Shepilov, que Kaganovich havia convencido de que o grupo tinha a maioria. Embora não tivessem maioria em todo o presidium, eles tinham a maioria dos membros titulares do presidium, que eram os únicos que podiam votar. No Presidium, a proposta do grupo de substituir Khrushchev como Primeiro Secretário pelo Premier Nikolai Bulganin venceu com 7 a 4 votos, nos quais Malenkov, Molotov, Kaganovich, Bulganin, Vorochilov, Pervukhin e Saburov apoiaram e Khrushchev, Mikoyan, Suslov e Kirichenko se opuseram, mas Khrushchev argumentou que apenas o plenário do Comitê Central poderia removê-lo do cargo. Em uma sessão extraordinária do Comitê Central realizada no final de junho, Khrushchev argumentou que seus oponentes eram um "grupo antipartido".
Khrushchev teve a aprovação dos militares, chefiados pelo ministro da Defesa, Gueorgui Jukóv. Naquela sessão plenária do Comitê Central, Jukóv apoiou Khrushchev e usou os militares para trazer apoiadores de Khrushchev para convencer as pessoas a apoiá-lo. Ele fez um forte discurso, acusando o grupo de ter sangue nas mãos por causa das atrocidades de Stalin. Ele ainda foi mais longe dizendo que tinha o poder militar para esmagá-los, afirmando: “O Exército é contra esta resolução e nem mesmo um tanque sairá de sua posição sem minha ordem!”. No final da luta pelo poder, Khruschev foi reafirmado em sua posição como primeiro secretário.

## Consequências
Malenkov, Molotov, Kaganovich e Shepilov - os únicos quatro nomes tornados públicos - foram vilificados na imprensa e depostos de seus cargos no partido e no governo. Eles receberam posições relativamente sem importância:
Molotov foi enviado como embaixador na Mongólia
Malenkov tornou-se diretor de uma usina hidrelétrica no Cazaquistão
Kaganovich tornou-se diretor de uma pequena fábrica de potássio nos Urais
Shepilov tornou-se chefe do Instituto de Economia da Academia de Ciências local do Quirguistão
Em 1961, na esteira de uma nova desestalinização, eles foram totalmente expulsos do Partido Comunista e todos viveram uma vida tranquila a partir de então. Shepilov foi autorizado a voltar ao partido pelo sucessor de Khrushchev, Leonid Brejnev, em 1976, mas permaneceu à margem.
Khrushchev ficou cada vez mais desconfiado e, no mesmo ano, também depôs o ministro da Defesa Jukóv, que o ajudara contra o grupo antipartido, mas com o qual ele tinha cada vez mais diferenças políticas, alegando bonapartismo. Em 1958, o primeiro-ministro Bulganin, o pretendido beneficiário do movimento do grupo antipartido, foi forçado a se aposentar e Khrushchev também se tornou o Premier.